# سسک زرین‌تاب
سسک زرّین‌تاب (نام علمی: Myiothlypis flaveola) یک گونه از پرندگان خانواده Parulidae است. نام آن از یک رنگ مایل به زرد، زرد زرین (flavescent) گرفته شده است. در آرژانتین، بولیوی، برزیل، کلمبیا، گویان، پاراگوئه و ونزوئلا یافت می‌شود. زیستگاه‌های طبیعی آن جنگل‌های خشک نیمه‌گرمسیری یا گرمسیری و جنگل‌های پست مرطوب نیمه‌گرمسیری یا گرمسیری است.